# مرکز رشد
مرکز رشد یا انکوباتور (به انگلیسی: incubator) یکی از ابزارهای رشد اقتصادی است که به منظور حمایت از کارآفرینان تحصیل‌کرده تأسیس می‌شود و با ارائه امکانات و تسهیلات عمومی، زمینه پا گرفتن شرکت‌های جدید را فراهم می‌کند. استفاده از مراکز رشد، امروزه به عنوان یکی از ابزارهای پذیرفته شده برای تبدیل خلاقیت‌ها و دستاوردهای علمی و تحقیقاتی به محصولات قابل ارائه به بازار و توسعه کارآفرینی محسوب می‌شود. امروزه بیش از ۳۰۰۰ انکوباتور در سراسر دنیا وجود دارد که بیشتر آن‌ها در کشورهای آمریکا و ژاپن مستقر هستند.

## تعریف مرکز رشد
مرکز رشد (incubator) نام وسیله‌ای است که گرمای لازم را برای تولید جوجه از تخم مرغ فراهم می‌کند. این لغت همچنین به وسیله‌ای اطلاق می‌شود که با ایجاد گرما، زمینه را برای ادامه حیات نوزادان زودرس پس از تولد فراهم می‌کند. در ادبیات کارآفرینی، انکوباتورها یا مراکز رشد، مراکزی هستند که برای پرورش یا ایجاد کسب و کارهای کوچک ایجاد می‌شوند. انکوباتورها طرح‌هایی مبتنی بر نوآوری هستند و از کادر مدیریتی کوچکی تشکیل می‌شوند. این مراکز دارای مکان فیزیکی و تسهیلات مشترک هستند.

## تاریخچه مراکز رشد
تأسیس اولین مرکز رشد جهان به سال ۱۹۵۹ میلادی در نیویورک بر می‌گردد. در این سال ژوزف مانسکو، تاجر آمریکایی با خرید یک ساختمان بزرگ قدیمی تصمیم داشت آن را پس از تعمیر، به یک مستاجر اجاره دهد، اما متوجه شد که ساختمان مزبور بزرگ‌تر از آن است که یک مستاجر به تنهایی از عهده هزینه‌های آن برآید. لذا تصمیم گرفت که آن را به مستاجران متعددی اجاره دهد تا بتواند از این طریق درآمدزایی نماید. مانسکو بعد از یک سال، ۲۰ تا ۳۰ مستاجر داشت که حدوداً ده هزار متر مربع از فضای مجموعه را اجاره نموده بودند. این مرکز هنوز هم فعال است و با نام مرکز صنعتی باتاویا (Batavia) شناخته می‌شود و حدوداً هزار نفر در آن به کار مشغولند.

## اهداف مراکز رشد
اهداف عمده انکوباتورها را می‌توان چنین دسته‌بندی نمود:
- کمک به جذب بیشتر کارآموزان و فارغ التحصیلان دانشگاهی در بازار کار و ایجاد شغل.
- ایجاد واحدهای صنایع کوچک و متوسط فنی و تخصصی که بتوانند در بازار کار رقابت‌پذیر باشند.
- نوسازی، انتقال فناوری و استفاده از اکتشافات علمی جدید.
- افزایش بازدهی نیروی کار بالقوه و استفاده بهینه از این سرمایه عظیم ملی.

در کنار این اهداف، انکوباتورها اهداف دیگری را نیز دنبال می‌کنند: رشد اقتصادی منطقه، تنوع اقتصاد و سرمایه‌گذاران، کمک به زنان، مهاجران یا اقلیت‌ها.

## خدمات مراکز رشد
مراکز رشد، خدمات متعددی را به شرکت‌های پذیرفته شده ارائه می‌دهند. این خدمات را می‌توان بدین ترتیب برشمرد:
1. خدمات عمومی و دفتری: تلفن، نمابر، اینترنت، اتاق مذاکره و کنفرانس، دفتر کار مجازی، منشی و کارهای دفتری، منشی مجازی، رایانه، دبیرخانه، نظافت و...
2. خدمات اداری و اجرایی: وام‌ها و تسهیلات دولتی، شبکه، کمک‌های مالیاتی، اجاره‌بها و...
3. خدمات تجهیزاتی و تسهیلاتی: فضای اداری، پارکینگ، تجهیزات اداری و دفتری، منابع آزمایشگاهی، تجهیزات کارگاهی و...
4. خدمات فنی و تخصصی: مشاوره مالی و بازاریابی، مشاوره حقوقی و مدیریتی، دوره‌های آموزشی، دسترسی به منابع مالی و...

## انواع مراکز رشد
1. مرکز رشد صنعتی: این مراکز رشد را اغلب نهادهای دولتی یا مراکز غیرانتفاعی به منظور حمایت از کارفرمایان تأسیس می‌کنند.
2. مرکز رشد دانشگاهی: این انکوباتورها به منظور تسهیل استفاده تجاری از دانش فنی و حقوق مالکیت معنوی تأسیس می‌شوند و امکان استفاده از امکانات دانشگاهی مانند آزمایشگاه، کارگاه و کتابخانه را فراهم می‌کنند. این انکوباتورها همچنین امکان استفاده از نظرات و مشاوره تخصصی اعضای هیئت علمی دانشگاه را نیز فراهم می‌آورند.
3. مرکز رشد مجازی: این انکوباتورها معمولاً دارای فضای فیزیکی خاصی نیستند و امکاناتی غیر از فضای اداری را ارائه می‌دهند.
4. مرکز رشد بین‌المللی: به‌طور معمول این طبقه از انکوباتورها دارای مجموعه کاملی از سرویس‌های پشتیبانی برای پیشرفت فعالیت‌های تجاری هستند و تمرکز آن‌ها بیشتر بر روی صادرات است. این انکوباتورها با دانشگاه‌ها، مراکز تحقیقاتی، سرمایه‌گذاران داخلی و بین‌المللی در ارتباطند. یکی از ویژگی‌های منحصر به فرد این گروه، ایجاد شبکه‌ای از انکوباتورها در محدوده مربوط به خود است.